# Amphisbatis
Amphisbatis är ett släkte av fjärilar som beskrevs av Philipp Christoph Zeller 1870. Enligt Dyntaxa ingår Amphisbatis i familjen tubmalar, Lypusidae, men enligt Catalogue of Life är tillhörigheten istället familjen praktmalar, (Oecophoridae). 
Kladogram enligt Catalogue of Life och Dyntaxa:
|             | Agnoea                                                 |
|             |                                                        |
|             | Lypusa                                                 |
|             |                                                        |
| Amphisbatis | \| \| Ljunghedmal Amphisbatis incongruella \| \| \| \| |
|             | \| \| Ljunghedmal Amphisbatis incongruella \| \| \| \| |
|             | Ljunghedmal Amphisbatis incongruella                   |
|             |                                                        |

|  | Ljunghedmal Amphisbatis incongruella |
|  |                                      |